# Kobold Tamás
Kobold Tamás (Miskolc, 1953. augusztus 30. – Miskolc, 2022. október 2.) politikus, az 1994-es önkormányzati választáson nyert, és nyolc éven át, egészen a 2002-es önkormányzati választásig Miskolc polgármestere volt.

## Családja
Saját sorsát tekintve mindig is büszke volt arra, hogy iparos családból származik. Miskolccal való kapcsolatuk igen régi keletű, anyai ágon dédszülei telepedtek le itt a múlt század második felében a Vasgyár létrehozásakor, akik a Felvidékről vándoroltak be. Apai ágról egy kis német és osztrák vér is volt a családban, így a monarchia népeinek vérei keveredtek bennük.
Két gyermeke született: 1982-ben Tamás, majd 1985-ben Gergő. Felesége 1995 januárjában halt meg, ebből az igen nehéz és hosszú ideig tartó időszakból későbbi felesége, Emőke segítette ki.

## Élete
Középiskolai tanulmányait a Berzeviczy Gergely Kereskedelmi és Vendéglátóipari Szakközépiskolában végezte. Érettségije után a Budapesti Gazdaságtudományi Egyetem Külkereskedelmi Karán folytatta tanulmányait. Diplomája átvétele után, 1975-ben tért vissza Miskolcra, a Lenin Kohászati Művekhez, annak ellenére, hogy a karriert a budapesti külkereskedelmi vállalatok jelentették volna számára. Később a Diósgyőri Gépgyárbn dolgozott, kereskedelmi mérnök státuszban. Karrierje szépen fejlődött, bár nem volt az állampárt tagja, és ez gátolta az előrehaladásban.

## Politikai pályafutása
1990-ben elindult az önkormányzati választásokon. Nehéz döntés volt, hogy a városban induljon, mert már akkor kérte a KDNP, hogy legyen az országgyűlés tagja, de a kérelmet elutasította, mert ekkor megválasztották az egyik vasgyári körzet képviselőjévé, majd alpolgármesterré is.
1994-ben polgármesterré választották, majd 1998-ban is. Mindkét kampánnyal kapcsolatban örvendetesnek tartotta, hogy a vetélkedés során is tisztelték egymást, és egyik jelölt sem kapott gyógyíthatatlan sebeket.
Az 1994-es országgyűlési választáson a Horn-kormány fölényes győzelmet aratott, de Miskolcon a KDNP 17 632 szavazattal úgy döntött, hogy Kobold Tamást akarja látni a polgármesteri székben.
| Polgármester-jelölt | Párt                       | Leadott szavazat | Arány  |
| ------------------- | -------------------------- | ---------------- | ------ |
| Kobold Tamás        | KDNP                       | 17 632           | 36,92% |
| T. Asztalos Ildikó  | SZDSZ                      | 13 073           | 27,38% |
| Tompa Sándor        | MSZP                       | 14 128           | 29,58% |
| Gyulai Iván         | Észak-Magyarországi Zöldek | 1 464            | 3,07%  |
| Becze Árpád         | Munkáspárt                 | 1 457            | 3,05%  |

### Az 1998-as választás
| Polgármester-jelölt | Párt                 | Leadott szavazat | Arány  |
| ------------------- | -------------------- | ---------------- | ------ |
| Kobold Tamás        | Fidesz-KDNP          | 26 356           | 48,23% |
| Káli Sándor         | MSZP                 | 21 527           | 39,4%  |
| T. Asztalos Ildikó  | SZDSZ-Agrárszövetség | 5 393            | 9,87%  |
| Dr. Emődi Gyula     | Munkáspárt           | 1 367            | 2,5%   |

### A 2002-es választás
A sok pártváltás, pártszakadás miatt a 2002-es önkormányzati választáson súlyos vereséget szenvedett, még a 10%-ot sem érte el. Ezzel szemben a szocialisták Káli Sándor vezetésével a szavazatok majdnem kétharmad részét megszerezték. 
| Polgármester-jelölt | Párt                    | Leadott szavazat | Arány   |
| ------------------- | ----------------------- | ---------------- | ------- |
| Káli Sándor         | MSZP-SZDSZ              | 40 221           | 64,12%  |
| Pelczné Gáll Ildikó | Fidesz-MDF              | 15 279           | 24, 36% |
| Kobold Tamás        | KDNP                    | 6 160            | 9,82%   |
| Balázsi Tibor       | Új Miskolcért Egyesület | 1 068            | 1,7%    |

### A 2006-os választás
2006-ra már sokan elfelejtették a nevét. Ez abból is látszik, hogy a választáson még 2000 szavazatot sem kapott, de a képviselő-testületbe még bekerült.
| Polgármester-jelölt   | Párt       | Leadott szavazat | Arány  |
| --------------------- | ---------- | ---------------- | ------ |
| Káli Sándor           | MSZP-SZDSZ | 37 022           | 56,31% |
| Kriza Ákos            | Fidesz-MDF | 26 639           | 40,51% |
| Kobold Tamás          | KDNP       | 1 729            | 2,63%  |
| Fülöp József Istvánné | Munkáspárt | 1 068            | 0,55%  |

2010. július 13-án lemondott képviselői mandátumáról, amelyet Hircsu Ákosnak, a Szemléletváltás Miskolcon Egyesület (SZEME) elnökének adott át, így ő indulhatott a 2010-es önkormányzati választáson.